# Così carina - Fly Me to the Moon
Così carina - Fly Me to the Moon (トニカクカワイイ?, Tonikaku kawaii, lett. "Comunque sia è carina"), noto anche con il titolo internazionale in lingua inglese Fly Me to the Moon (lett. "Fammi volare sulla luna") è un manga shōnen scritto e disegnato da Kenjirō Hata. La serie viene distribuita in Giappone da Shogakukan sulla rivista Weekly Shōnen Sunday sotto l'etichetta Shōnen Sunday Comics dal 14 febbraio 2018, in Italia da RW Edizioni sotto l'etichetta Goen dal 25 novembre 2022. Un adattamento anime intitolato Tonikawa: Over the Moon for You, prodotto da Seven Arcs, è andato in onda dal 3 ottobre al 19 dicembre 2020.

## Trama
A sedici anni, Nasa Yusaki rischia di essere investito da un camion, ma viene salvato dalla giovane Tsukasa Tsukuyomi; preso dall'emozione, Nasa si dichiara e quest'ultima accetta di diventare la sua fidanzata, a patto che prima si sposino. In seguito Nasa decide di abbandonare gli studi e perde di vista la ragazza; due anni dopo, nel giorno del suo diciottesimo compleanno, il giovane continua a pensare alla proposta della ragazza, rimanendo sconcertato dal trovarsela dinnanzi alla porta di casa con un atto di matrimonio. I due decidono così di sposarsi e intraprendere una relazione.

## Personaggi
Nasa Yuzaki (由崎 星空?, Yuzaki Nasa)
Doppiato da: Jun'ya Enoki e Umeka Shōji (da bambino)
Prende il nome dall'agenzia spaziale statunitense NASA, e le persone che lo conoscono lo prendono in giro per avere un nome strano e insolito. Tuttavia, i suoi genitori intendevano che il suo nome si riferisse al cielo stellato. È un genio e finisce per fare l'incontro del destino quando viene coinvolto in un terribile incidente ma è stato salvato da Tsukasa (ironicamente è stato lo stesso Nasa a provocare l'imprevisto correndo dall'altra parte della strada senza prima controllare, come da consuetudine). Dichiarando il suo amore per lei, il giorno in cui si sono incontrati, Tsukasa accetta a condizione che la sposasse, così Nasa ha risposto immediatamente con un "sì" incrollabile. Due anni dopo, Nasa rincontra Tsukasa portando una forma di matrimonio a cui si rivolgono all'ufficio, legalizzando la loro relazione. Da quando l'ha sposata, diventa incredibilmente goffo in sua presenza e un po' appiccicoso perché tema che lei possa sparire di nuovo, ma fa del suo meglio per renderla felice. È molto legato alla moglie poiché tende sempre a pensare a quanto lei sia "così carina" (con la quale si bacia molte volte), e ad eccitarsi ogni volta che quest'ultima indossa un'uniforme o un qualsiasi vestito elegante apparendone estremamente attratto.
Tsukasa Tsukuyomi (月読 司?, Tsukuyomi Tsukasa)
Doppiata da: Akari Kitō
Dopo aver salvato la vita di Nasa in quel fatidico giorno, accetta la sua confessione a patto che lui la sposi. Sparisce nel nulla per un periodo di tre anni, dopodiché torna al fianco di Nasa con le scartoffie necessarie per legalizzare la loro relazione. Durante i primi capitoli del manga, sottolinea il cambio di nome legale che ha subito dopo essere diventata la moglie di Nasa, inizialmente stuzzicandolo con il suo nome attuale, Tsukasa Yuzaki. Dopo aver sposato Nasa, inizia a mostrare nuovi lati del suo carattere, come il suo enorme amore per i film e i manga. Inoltre non le piace l'idea di spendere molti soldi per le necessità di tutti i giorni. Con il progredire degli eventi, i suoi pensieri mentre osserva Nasa rendono chiaro che lo ama per essere un'anima così pura e gentile, a tal punto da diventarne persino gelosa. Quando Tsukasa incontrò i genitori di Nasa, suo padre la ringraziò in privato per avergli salvato la vita mentre entrambi davano le loro benedizioni alla loro vita da sposini. Nel corso della storia si notano molti misteri riguardanti la sua vita, così come i numerosi confronti delle sue somiglianze con la principessa Kaguya. Il mistero viene finalmente risolto con la rivelazione che lei è in realtà la figlia di un personaggio di quella storia, a cui è stata data la vita eterna attraverso l'elisir dell'immortalità che gli è stato ordinato di bruciare.
Kaname Arisugawa (有栖川 要?, Arisugawa Kaname)
Doppiata da: Yū Serizawa
Sorella minore di Aya e principale custode del bagno pubblico di Arisagawa, è la più esplicita sostenitrice della relazione di Nasa al punto in cui istruisce sia Nasa che Tsukasa sui modi per far progredire la loro relazione, oltre a tentare di creare con forza situazioni con lo stesso obiettivo.
Aya Arisugawa (有栖川 綾?, Arisugawa Aya)
Doppiata da: Sumire Uesaka
Compagna di classe di Nasa, è una testa vuota, ha sentimenti espliciti per Nasa. Tuttavia, capisce le circostanze, supportando pienamente la sua relazione con Tsukasa.
Chitose Kaginoji (鍵ノ寺 千歳?, Kaginoji Chitose)
Doppiata da: Konomi Kohara
Una parente adottiva di Tsukasa, che lei considera sua sorella. Disapprova gelosamente il matrimonio e ordina alle sue cameriere Charlotte e Aurora di screditare Nasa. Fino a quando non ha saputo del matrimonio, ha trattato Nasa molto più gentilmente. La sua relazione reale con Tsukasa non è ancora chiara, sebbene entrambe condividano una prozia, Tokiko.
Charlotte (シャーロット?, Shārotto)
Doppiata da: Hitomi Ōwada
Una delle cameriere di Chitose. Solitamente sorridente e a volte anche un po' bizzarra.
Aurora (アウロラ?)
Doppiata da: Yuki Nagaku
Una delle cameriere di Chitose. Al contrario di Charlotte appare seria, composta e riflessiva.

## Media

### Manga
Così carina - Fly Me to the Moon viene scritto e disegnato da Kenjirō Hata, autore già noto per Hayate no gotoku!. In precedenza aveva annunciato il suo desiderio di creare una nuova serie alla fine di novembre 2016. Così carina - Fly Me to the Moon ha iniziato la serializzazione nel dodicesimo numero del 2018 della rivista Weekly Shōnen Sunday edita da Shōgakukan, debuttando con i primi due capitoli 14 febbraio 2018. Shōgakukan raccoglie progressivamente i capitoli in volumi tankōbon dal 18 maggio 2018. Con l'uscita del secondo volume, avvenuta il 17 agosto 2018, è stato pubblicato un video teaser con il gruppo musicale giapponese Earphones. Al 18 giugno 2025 sono stati pubblicati trentadue volumi.
Il 14 febbraio 2020, Viz Media ha annunciato di aver acquistato i diritti del manga per l'uscita in inglese. Il primo volume è stato pubblicato l'8 settembre 2020.
In Italia la serie viene pubblicata da RW Edizioni sotto l'etichetta Goen a partire dal 25 novembre 2022.
Un fanbook intitolato Tonikaku kawaii kekkon kingenshū (トニカクカワイイ公式ファンブック 結婚金言集?) è stato pubblicato il 18 dicembre 2020.

#### Volumi
| Nº | Data di prima pubblicazione | Data di prima pubblicazione | Data di prima pubblicazione | Data di prima pubblicazione                                                |
| Nº | Giapponese                  | Giapponese                  | Italiano                    | Italiano                                                                   |
| -- | --------------------------- | --------------------------- | --------------------------- | -------------------------------------------------------------------------- |
| 1  | 18 maggio 2018              | ISBN 978-4-09-128263-7      | 25 novembre 2022            | ISBN 978-88-9284-454-4 (ed. regolare) ISBN 978-88-9284-819-1 (ed. variant) |
| 2  | 17 agosto 2018              | ISBN 978-4-09-128384-9      | 30 dicembre 2022            | ISBN 978-88-9284-484-1                                                     |
| 3  | 18 ottobre 2018             | ISBN 978-4-09-128557-7      | 13 gennaio 2023             | ISBN 978-88-9284-520-6                                                     |
| 4  | 18 gennaio 2019             | ISBN 978-4-09-128778-6      | 29 marzo 2024               | ISBN 978-88-9284-541-1                                                     |
| 5  | 18 marzo 2019               | ISBN 978-4-09-129087-8      | —                           | ISBN 978-88-9284-594-7                                                     |
| 6  | 18 giugno 2019              | ISBN 978-4-09-129164-6      | —                           | ISBN 978-88-9284-654-8                                                     |
| 7  | 16 agosto 2019              | ISBN 978-4-09-129315-2      | —                           | ISBN 978-88-9284-702-6                                                     |
| 8  | 18 ottobre 2019             | ISBN 978-4-09-129433-3      | —                           | ISBN 978-88-9284-735-4                                                     |
| 9  | 17 gennaio 2020             | ISBN 978-4-09-129544-6      | —                           | ISBN 978-88-9284-799-6                                                     |
| 10 | 18 marzo 2020               | ISBN 978-4-09-129565-1      | —                           | ISBN 978-88-9284-822-1                                                     |
| 11 | 18 maggio 2020              | ISBN 978-4-09-850070-3      | —                           | —                                                                          |
| 12 | 18 agosto 2020              | ISBN 978-4-09-850171-7      | —                           | —                                                                          |
| 13 | 16 ottobre 2020             | ISBN 978-4-09-850269-1      | —                           | —                                                                          |
| 14 | 18 dicembre 2020            | ISBN 978-4-09-850284-4      | —                           | —                                                                          |
| 15 | 16 aprile 2021              | ISBN 978-4-09-850396-4      | —                           | —                                                                          |
| 16 | 17 giugno 2021              | ISBN 978-4-09-850591-3      | —                           | —                                                                          |
| 17 | 18 agosto 2021              | ISBN 978-4-09-850641-5      | —                           | —                                                                          |
| 18 | 18 novembre 2021            | ISBN 978-4-09-850734-4      | —                           | —                                                                          |
| 19 | 18 febbraio 2022            | ISBN 978-4-09-850871-6      | —                           | —                                                                          |
| 20 | 17 giugno 2022              | ISBN 978-4-09-851156-3      | —                           | —                                                                          |
| 21 | 15 settembre 2022           | ISBN 978-4-09-851263-8      | —                           | —                                                                          |
| 22 | 16 dicembre 2022            | ISBN 978-4-09-851478-6      | —                           | —                                                                          |
| 23 | 16 marzo 2023               | ISBN 978-4-09-851770-1      | —                           | —                                                                          |
| 24 | 16 giugno 2023              | ISBN 978-4-09-852122-7      | —                           | —                                                                          |
| 25 | 15 settembre 2023           | ISBN 978-4-09-852841-7      | —                           | —                                                                          |
| 26 | 18 dicembre 2023            | ISBN 978-4-09-853048-9      | —                           | —                                                                          |
| 27 | 18 marzo 2024               | ISBN 978-4-09-853176-9      | —                           | —                                                                          |
| 28 | 18 giugno 2024              | ISBN 978-4-09-853376-3      | —                           | —                                                                          |
| 29 | 18 settembre 2024           | ISBN 978-4-09-853572-9      | —                           | —                                                                          |
| 30 | 18 dicembre 2024            | ISBN 978-4-09-853804-1      | —                           | —                                                                          |
| 31 | 18 marzo 2025               | ISBN 978-4-09-854020-4      | —                           | —                                                                          |
| 32 | 18 giugno 2025              | ISBN 978-4-09-854151-5      | —                           | —                                                                          |
| 33 | 18 settembre 2025           | ISBN 978-4-09-854239-0      | —                           | —                                                                          |

### Anime

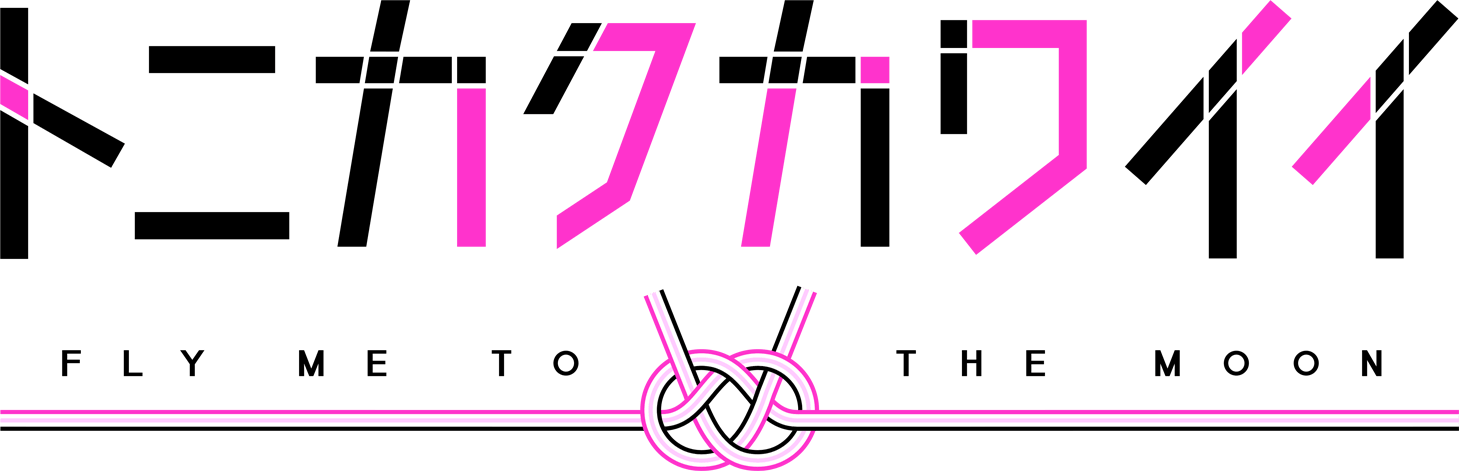
Logo ufficiale del manga

Il 4 marzo 2020 è stato annunciato che una serie animata tratta dall'opera sarebbe stata trasmessa a partire dall'ottobre 2020. La serie, intitolata Tonikawa: Over the Moon for You, è stata prodotta dallo studio Seven Arcs e diretta da Hiroshi Ikehata, con Kazuho Hyodo che ha scritto la sceneggiatura, Masakatsu Sasaki ha curato il design dei personaggi ed Endō che ha composto la colonna sonora. L'anime è andato in onda dal 3 ottobre al 19 dicembre 2020 su Tokyo MX, ytv e BS-NTV per un totale di dodici episodi. A questi dodici episodi, si aggiunge un episodio riassuntivo di tutta la serie pubblicato il 26 dicembre dello stesso anno. Akari Kitō ha cantato la sigla d'apertura Koi no uta (feat. Tsukasa Yuzaki) (恋のうた（feat. 由崎司)? lett. "Canzone d'amore") mentre KanoeRana ha interpretato quella di chiusura Tsuki to hoshizora (月と星空? lett. "Luna e cielo stellato"). Crunchyroll ha pubblicato la serie in streaming in vari Paesi del mondo, tra cui l'Italia, sotto l'etichetta Crunchyroll Originals. Nel sud-est asiatico, Plus Media Networks Asia ha concesso in licenza la serie e l'ha trasmessa su Aniplus Asia. L'11 novembre 2020, Crunchyroll annunciò che la serie avrebbe ricevuto un doppiaggio in inglese, il quale è stato presentato in anteprima il 20 novembre successivo. Il 19 dicembre 2020 venne annunciato un OAV, quest'ultimo pubblicato in anteprima il 18 agosto 2021.
Il 6 novembre 2021 è stato annunciato che sarebbe stato realizzato un nuovo episodio e una seconda stagione; entrambi presenteranno il medesimo cast e staff. Il nuovo episodio intitolato Seifuku, originariamente previsto per il terzo trimestre del 2022, è stato rimandato al 22 novembre 2022. La seconda stagione è stata trasmessa dal 7 aprile al 23 giugno 2023. Le sigle sono rispettivamente Setsuna no chikai (刹那の誓い? lett. "Giuramento di un attimo") (apertura) e Yoru no katasumi (夜のかたすみ? lett. "Nell'angolo della notte") (chiusura) entrambe cantate da Akari Kitō.
Una serie original net anime (ONA) di 4 episodi, intitolata Tonikawa: Over the Moon for You: High School Days (トニカクカワイイ 女子高編?, Tonikaku kawaii joshikō-hen), è stata pubblicata dal 12 luglio al 23 agosto 2023. I diritti al di fuori dell'Asia sono stati acquistati da Crunchyroll che l'ha pubblicata in versione sottotitolata in varie lingue, tra cui l'italiano.

#### Episodi

##### Prima stagione
| Nº       | Titolo italiano Giapponese 「Kanji」 - Rōmaji | In onda          | In onda |
| Nº       | Titolo italiano Giapponese 「Kanji」 - Rōmaji | Giapponese       |         |
| 1        | Matrimonio 「結婚」 - Kekkon                  | 3 ottobre 2020   |         |
| 2        | La prima notte 「初夜」 - Shoya               | 10 ottobre 2020  |         |
| 3        | Sorelle 「姉妹」 - Shimai                     | 17 ottobre 2020  |         |
| 4        | Promessa 「約束」 - Yakusoku                  | 24 ottobre 2020  |         |
| 5        | Anelli 「指輪」 - Yubiwa                      | 31 ottobre 2020  |         |
| 6        | Annuncio 「報告」 - Hōkoku                    | 7 novembre 2020  |         |
| 7        | Viaggio 「旅行」 - Ryokō                      | 14 novembre 2020 |         |
| 8        | Genitori 「親子」 - Oyako                     | 21 novembre 2020 |         |
| 9        | Vita quotidiana 「日常」 - Nichijō            | 28 novembre 2020 |         |
| 10       | La strada di casa 「家路」 - Ieji             | 5 dicembre 2020  |         |
| 11       | Amici 「友人」 - Yūjin                        | 12 dicembre 2020 |         |
| 12       | Sposati 「夫婦」 - Fūfu                       | 19 dicembre 2020 |         |
| 12.5     | Flashback 「回想」 - Kaisō                    | 26 dicembre 2020 |         |
| 12.5     | Episodio riassuntivo di tutta la serie.       |                  |         |
| 13 (OAV) | SNS 「SNS」                                   | 18 agosto 2021   |         |

##### Seconda stagione
| Nº         | Titolo italiano Giapponese 「Kanji」 - Rōmaji                                            | In onda          | In onda |
| Nº         | Titolo italiano Giapponese 「Kanji」 - Rōmaji                                            | Giapponese       |         |
| 14 (OAV 2) | Uniforme 「制服」 - Seifuku                                                              | 22 novembre 2022 |         |
| 1          | All because of you 「All because of you」                                                | 7 aprile 2023    |         |
| 2          | A proposito della felicità 「幸せについて」 - Shiawase ni tsuite                         | 14 aprile 2023   |         |
| 3          | Prima che i fuochi d'artificio si spengano 「花火が消える前に」 - Hanabi ga kieru mae ni | 21 aprile 2023   |         |
| 4          | Punti da baciare 「キスする場所」 - Kisu suru basho                                      | 28 aprile 2023   |         |
| 5          | Gli entusiasmanti esperti delle terme 「わくわく温泉名人」 - Wakuwaku onsen meijin       | 5 maggio 2023    |         |
| 6          | Sotto la luce della Luna 「月影の下で」 - Tsukikage no shita de                          | 12 maggio 2023   |         |
| 7          | Un mondo in espansione 「広がる世界」 - Hirogaru sekai                                   | 19 maggio 2023   |         |
| 8          | Quando in realtà ti piace 「嫌じゃない嫌」 - Iya janai iya                               | 26 maggio 2023   |         |
| 9          | Un giorno d'estate 「夏の日」 - Natsu no hi                                              | 2 giugno 2023    |         |
| 10         | Grazie 「ありがとう」 - Arigatō                                                          | 9 giugno 2023    |         |
| 11         | In una notte di luna piena 「月が輝く夜に」 - Tsuki ga kagayakuyoru ni                   | 16 giugno 2023   |         |
| 12         | Per il tempo che verrà... e oltre 「幾星霜の果ての果て」 - Ikuseisō no hate no hate      | 23 giugno 2023   |         |

##### ONA
| Nº | Titolo italiano Giapponese 「Kanji」 - Rōmaji                                     | In onda        | In onda |
| Nº | Titolo italiano Giapponese 「Kanji」 - Rōmaji                                     | Giapponese     |         |
| 1  | La formula per la Luna e le stelle 「月と星の数式」 - Tsuki to hoshi no sūshiki   | 12 luglio 2023 |         |
| 2  | La vita da insegnante 「先生の日常」 - Sensei no nichijō                          | 26 luglio 2023 |         |
| 3  | L'amore solitamente è complicato 「恋はたいてい難しい」 - Koi wa taitei muzukashī | 3 agosto 2023  |         |
| 4  | Per migliaia di notti 「千の夜を超えて」 - Sen no yoru o koete                    | 23 agosto 2023 |         |

## Accoglienza
Il manga aveva oltre 250 000 di copie in circolazione ad ottobre 2018, oltre 400 000 copie a febbraio 2019 e oltre un milione ad ottobre 2019.
Nel 2019, Così carina - Fly Me to the Moon è stato uno dei vincitori del 5º Tsugi ni Kuru Manga Award nella categoria Stampa.